# Sandra Voetelink
Sandra Voetelink (Heerhugowaard, 7 augustus 1970) is een Nederlands oud-schaatsster die gespecialiseerd was op de kortere afstanden. Voetelink nam deel aan de Olympische Winterspelen 1992 in Albertville; ze veroverde enkele malen eremetaal op de NK Afstanden.
Ze nam drie keer deel aan het WK Allround. De toernooien van 1990 en 1991 verliepen teleurstellend voor haar vanwege valpartijen (op de 500m in 1990 en op de 3000m in 1991). Het toernooi van 1992 verliep beter, ze eindigde als twaalfde en op de 500m veroverde ze de bronzen afstandmedaille.
Ze stopte met wedstrijdschaatsen in 1994. Na haar actieve loopbaan werkte Voetelink enige tijd als presentatrice van televisieprogramma's, waaronder Ter land, ter zee en in de lucht bij de TROS en een sportprogramma bij Sport 7. Later was ze trainster van de jeugdselectie op de schaatsbaan van Haarlem en werkte als coach en trainer in het onderwijs.

## Resultaten
| jaar | NK Afstanden         | EK Allround | WK Allround | WK Sprint | Olympische Spelen           | WK Junioren |
| ---- | -------------------- | ----------- | ----------- | --------- | --------------------------- | ----------- |
| 1988 |                      |             |             |           |                             | 4e          |
| 1989 | 1000m                |             |             |           |                             | 16e         |
| 1990 | 500m                 | nc17        | 16e         | 18e       |                             |             |
| 1991 | 500m · 1000m · 1500m |             | nc23        |           |                             |             |
| 1992 | 500m                 | nc17        | 12e         | 17e       | nf 500m 16e 1000m 18e 1500m |             |

- International Standard Name Identifier: 0000 0004 6413 8324
- Virtual International Authority File: 9510151595795805470002
- WorldCat: E39PBJtxdbrP8YmQKHyDyk83cP